# Pueblo akawayo
Los akawayos son un pueblo de indígenas de la familia de los caribes. Son unas 6000 personas distribuidas entre Guyana, Venezuela y Brasil.[cita requerida]
El idioma akawayo es parcialmente inteligible por la etnia pemona.